# 농아인의 날
농아인의 날은 조선농아협회가 설립된 1946년 6월에 기념하는 것이다. "6"과 귀의 모양을 형상화한 "3"이 결합되어 농아인의 날을 6월 3일로 제정한다.

## 같이 보기
- 농아